# Eastar Jet
Eastar Jet (kor. 이스타 항공) – koreańska tania linia lotnicza z siedzibą w Seulu. 

## Flota
Według stanu na sierpień 2025 flota Eastar Jet składała się z 16 samolotów o średnim wieku 10,1 lat:
| Samolot          | Samolot | Samolot   | Liczba miejsc | Liczba miejsc | Uwagi                     |
| Model            | Aktywne | Zamówione | E             | Łącznie       | Uwagi                     |
| ---------------- | ------- | --------- | ------------- | ------------- | ------------------------- |
| Boeing 737-800   | 10      | –         | 189           | 189           |                           |
| Boeing 737 MAX 8 | 6       | 11        | 189           | 189           | W trakcie dostawy od 2023 |
| Łącznie          | 16      | 11        |               |               |                           |